# Gargaphia opacula
Gargaphia opacula är en insektsart som beskrevs av Philip Reese Uhler 1893. Gargaphia opacula ingår i släktet Gargaphia och familjen nätskinnbaggar. Inga underarter finns listade i Catalogue of Life.